# Vlag van León (Guanajuato)

Vlag van León (ratio 4:7)

De vlag van León bestaat uit een donkergroen, goud omrand veld met bovenaan het gemeentewapen van León en daaronder, in gouden letters, de zin "Municipio de León, Gto". De vlag heeft de hoogte-breedteverhouding van de vlag net als die van de Mexicaanse vlag 4:7 is.
De groene en gouden kleuren doen denken aan maïs en tarwe. De gemeente León staat bekend als "El Granero del Bajío" (De graanschuur van de Bajío, de Bajío - laagvlakte - is een regio in centraal Mexico).
De gemeentelijke vlag van León zijn vastgelegd in een besluit dat op 18 september 2008 door de gemeenteraad is aangenomen. León is de eerste gemeente in Guanajuato die officieel een gemeentelijke vlag heeft aangenomen. Deze vlag is voor exclusief gebruik bij officiële ceremonies en evenementen.